# Anthophora longipes
Anthophora longipes är en biart som beskrevs av Morawitz 1884. Anthophora longipes ingår i släktet pälsbin, och familjen långtungebin. Inga underarter finns listade i Catalogue of Life.